# Paralimnophila isolata
Paralimnophila isolata är en tvåvingeart som först beskrevs av Alexander 1947.  Paralimnophila isolata ingår i släktet Paralimnophila och familjen småharkrankar. Inga underarter finns listade i Catalogue of Life.